# Claudio Raddatz
Claudio Raddatz Kiefer (Temuco, 12 de febrero de 1973) es un economista e investigador chileno actualmente Profesor Titular del departamento de Administración de la Facultad de Economía y Negocios de la Universidad de Chile. Fue Jefe de la División de Análisis Global de Estabilidad Financiera en el Departamento de Mercados Monetarios y de Capital del FMI. Asimismo, fue Gerente de la División de Política Financiera del Banco Central de Chile hasta enero de 2017, siendo designado nuevamente en aquel cargo el 23 de junio de 2025. 

## Biografía
Nació en la ciudad de Temuco, el 12 de febrero de 1973.

## Formación
Ingeniero Civil Industrial (1997) y Magíster en Ciencias Económicas (1997) de la Universidad de Chile y Ph.D. en economía (2003) del Massachusetts Institute of Technology (MIT).

## Carrera profesional
Hasta julio de 2020, fue Jefe de la División de Análisis Global de Estabilidad Financiera en el Departamento de Mercados Monetarios y de Capital del FMI Anteriormente, fue Gerente de la División de Política Financiera del Banco Central de Chile marzo de 2014 hasta enero de 2017.
Ingresó al Banco Central de Chile como Gerente de Investigación Económica en agosto del 2011. Antes se desempeñaba como Economista de Investigación (2003-2008) y como Economista Senior (2008-2011) en la unidad de macroeconomía y crecimiento del Departamento de Investigación del Banco Mundial.
Profesor Adjunto de macroeconomía y finanzas del Departamento de Ingeniería Industrial de la Universidad de Chile e Investigador Asociado del Centro de Economía Aplicada de la misma Universidad.

## Obras
Es uno de los economistas chilenos más citados entre sus pares de América Latina, ocupando actualmente el lugar 11° en la región. 
Su investigación se ha enfocado en la interacción entre macroeconomía, finanzas, y desarrollo. Es editor asociado de la revista Economía, publicada por la Sociedad Latinoamericana de Economía (LACEA) y de la Revista de Economía Chilena. Entre sus publicaciones se encuentran: 
- «Taxes and Income Distribution in Chile. Some Unpleasant Redistributive Arithmetic», con Eduardo Engel y Alexander Galetovic, Journal of Development Economics, 59 (1), 155-92, junio de 1999.
- «Impuestos y Distribución del Ingreso en Chile. Es regresivo el IVA?» (Taxes and Income Distribution in Chile. Is the VAT regressive?), con E. Engel y A. Galetovic, Perspectivas en Política, Economía y Gestión, 2, 333-345, 1999.
- «A Note on Enforcement Spending and VAT Revenues», con E. Engel y  A. Galetovic, Review of Economics and Statistics, 83 (2), 384-87, mayo de 2001.
- «Impuestos y distribución del ingreso en Chile. Un poco de aritmética redistributiva desagradable», con E. Engel y A. Galetovic, El Trimestre Económico, 280, 745-790, 2003.
- «Liquidity Needs and Vulnerability to Financial Underdevelopment», Journal of Financial Economics, 80, 677-722, 2006.
- «Poverty Traps, Aid and Growth» (con Aart Kraay), Journal of Development Economics, 82 (2), 315-347, marzo de 2007.
- «Are external shocks responsible for the instability of output in low income countries?», Journal of Development Economics, 84 (1), 155-187, septiembre de 2007.
- «The politics of Financial Development: Evidence form trade liberalization», (con Matías Braun), Journal of Finance, 63 (3), junio de 2008.
- «Trade Liberalization, Capital Account Liberalization, and the Real Effects of Financial Development» (con Matías Braun), Journal of International Money and Finance, 26 (5), 730-761, septiembre de 2007.
- «The structural determinants of external vulnerability» (con Norman Loayza). World Bank Economic Review 21 (3), 359-387, octubre de 2007.
- «A Comment to: Taxes and Growth in a Financially Underdeveloped Economy: Evidence from the Chilean Investment Boom», Economía, primavera de 2007, 163-170.